# Altheimer Eck
Die Straße Altheimer Eck in München liegt in der Altstadt und verläuft von der Herzogspitalstraße bis zum Färbergraben.

## Geschichte
Das Altheimer Eck ist vermutlich nach einer Siedlung Altheim benannt, die sich bereits schon vor 1369 dort befand. Die Straße hieß zuvor auch teilweise (ab 1369) Elend, (ab 1573) auch Saumarkt und (Ende des 18 Jhr.) Hirschbräugassl. In der Hausnummer 2 (heute Nr. 16) befanden sich einst die Pschorr Bräu Bierhallen, verbunden mit dem Hauptgebäude auf der Neuhauser Straße Nr. 11. In jenem Haus wurde am 1. Juni im 1864 Richard Strauss geboren. In der Hausnummer 3 befand sich vom 3. November 1961 bis 2012 die renommierte Deutsche Journalistenschule.

## Lage
Das Altheimer Eck verläuft im Anschluss an die Herzogspitalstraße, an deren Übergang die Damenstiftstraße nach Süden und die Eisenmannstraße nach Norden abzweigt und endet am Färbergraben.  Etwa in der Hälfte der Straße hat sie einen S-förmigen Verlauf. Sie biegt zunächst kurz nach Nordosten, um dann weiter Richtung Osten zu ziehen. Kurz vor dem ersten Knick stellt eine Fußgängerarkade nach Norden die Verbindung zur Neuhauser Straße her und nach Süden verwinkelt zur Hotterstraße.

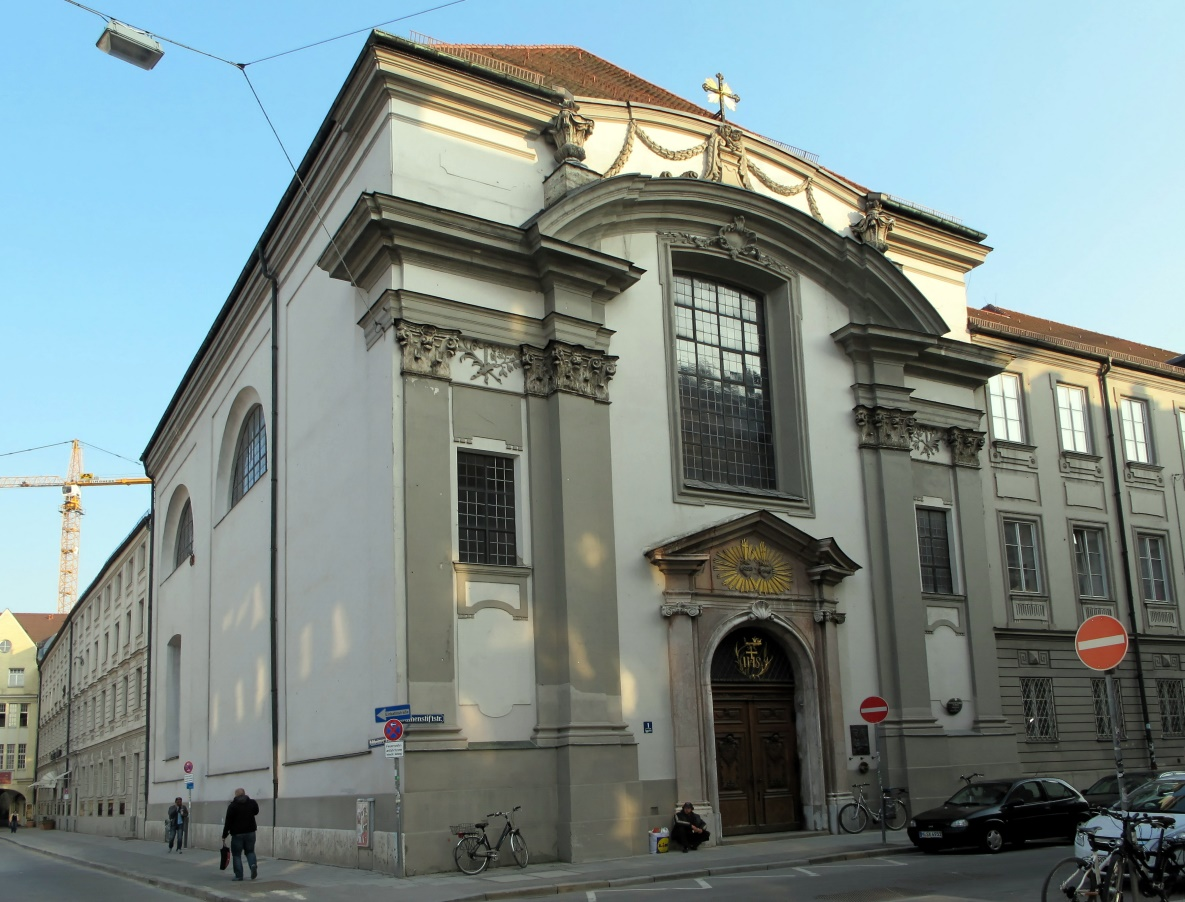
Damenstiftskirche Ecke Altheimer Eck / Damenstiftstraße
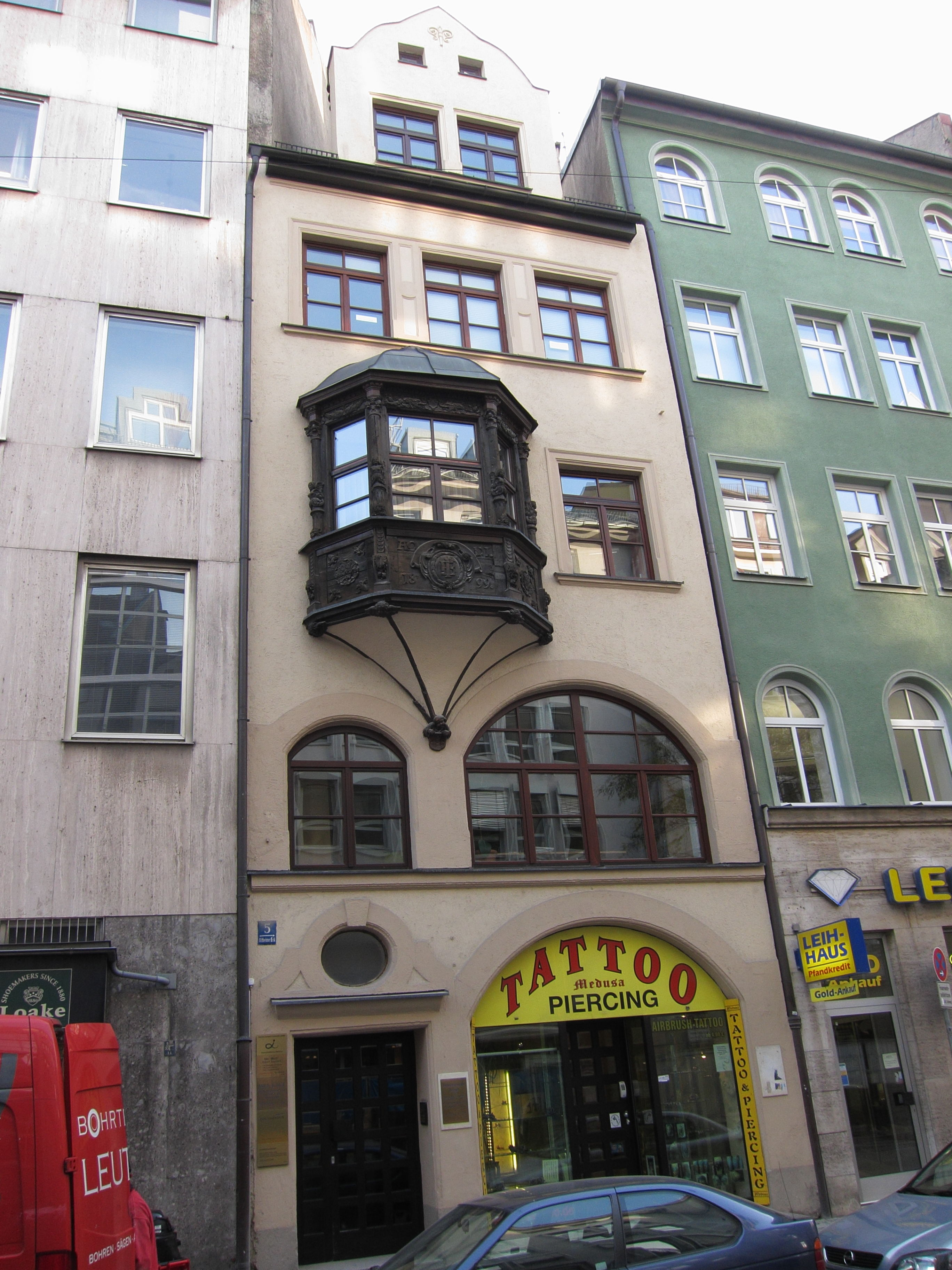
Altheimer Eck 5; Geschäfts- und Mietshaus, deutsche Renaissance, 1899, von Max Ostenrieder
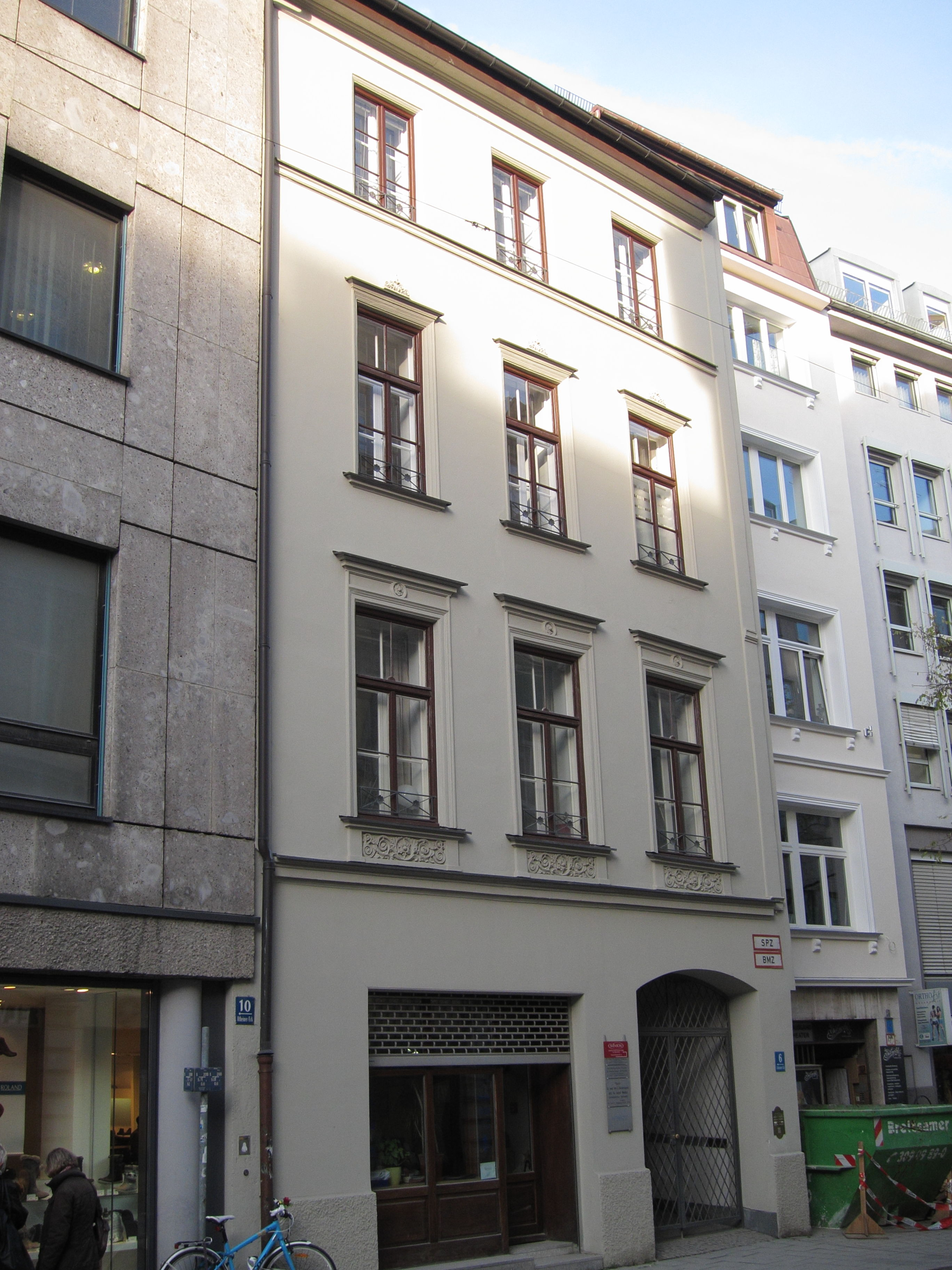
Altheimer Eck 6; Geschäfts- und Mietshaus, ursprünglich dreigeschossiges klassizistisches Wohnhaus, 1861 von Franz Michael Reiffenstuel
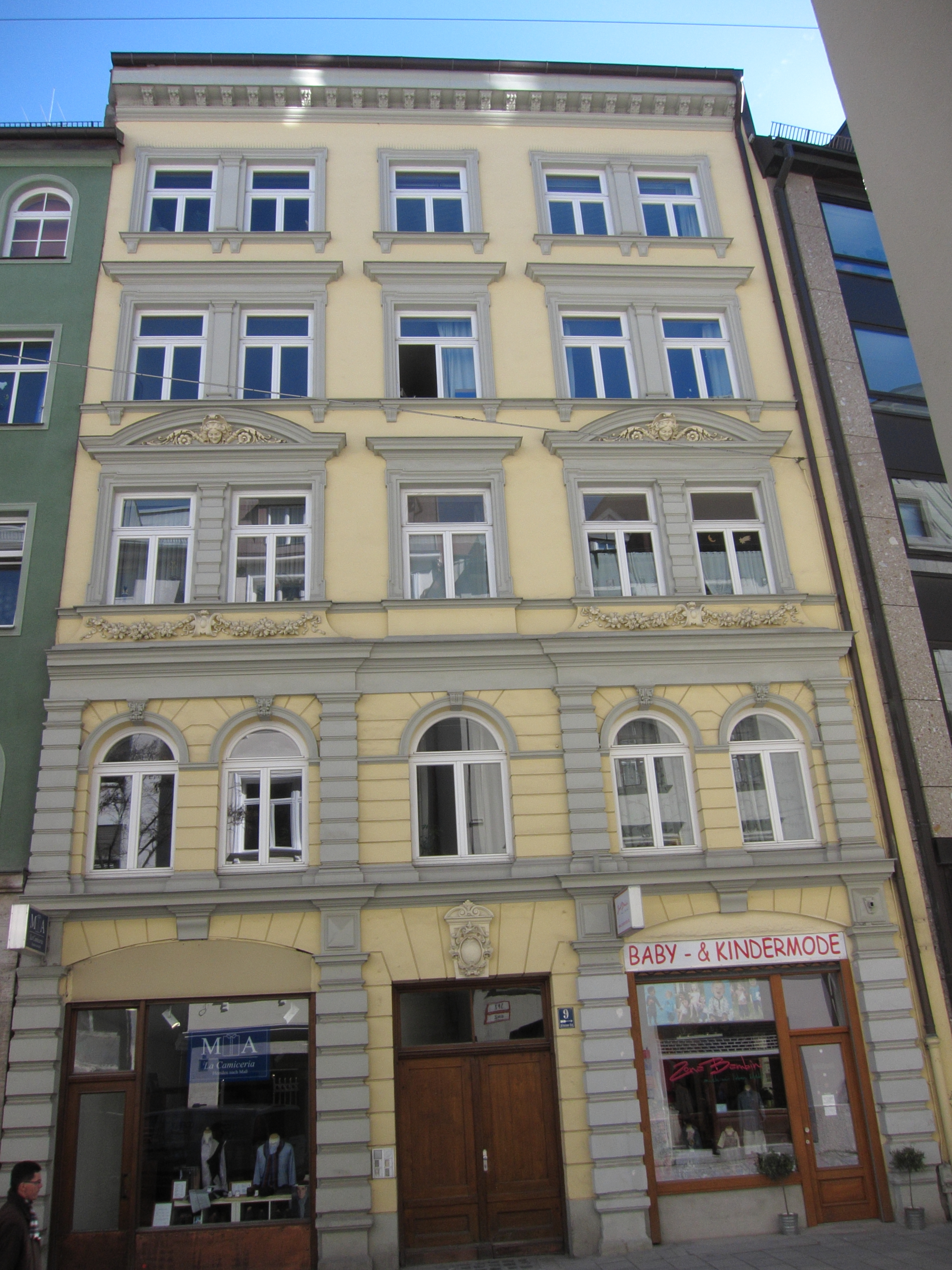
Altheimer Eck 9; Geschäfts- und Mietshaus, Neurenaissance, um 1890
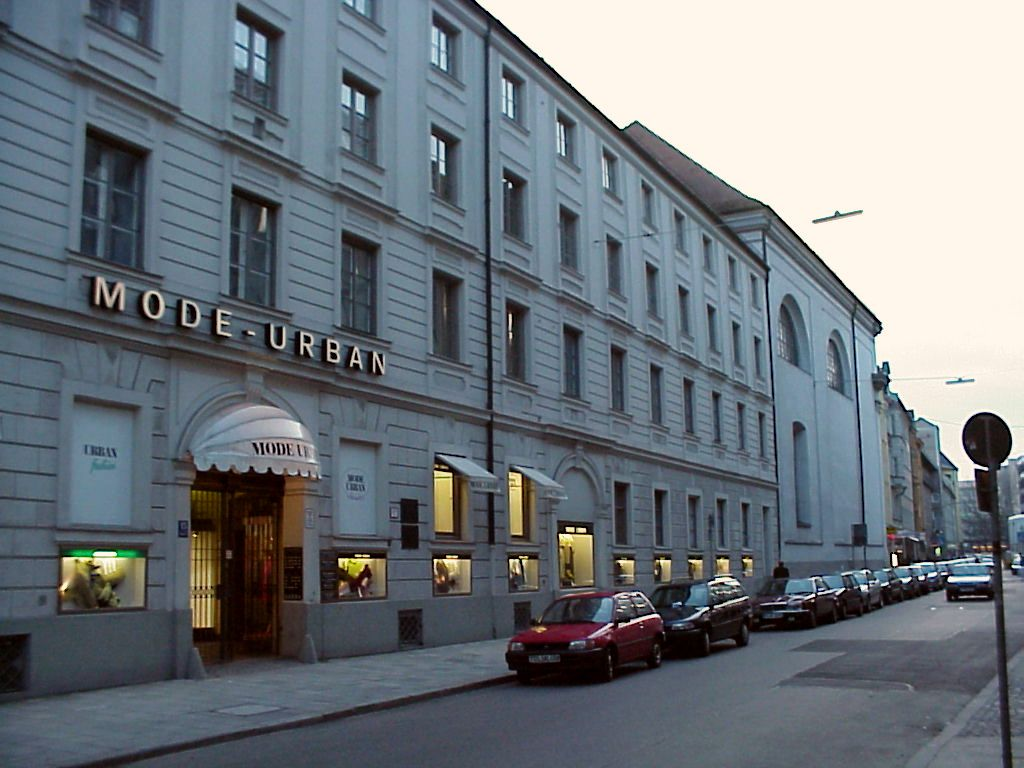
Altheimer Eck 15, Haus des Flötisten und Komponisten Theobald Böhm mit zwei Gedenktafeln
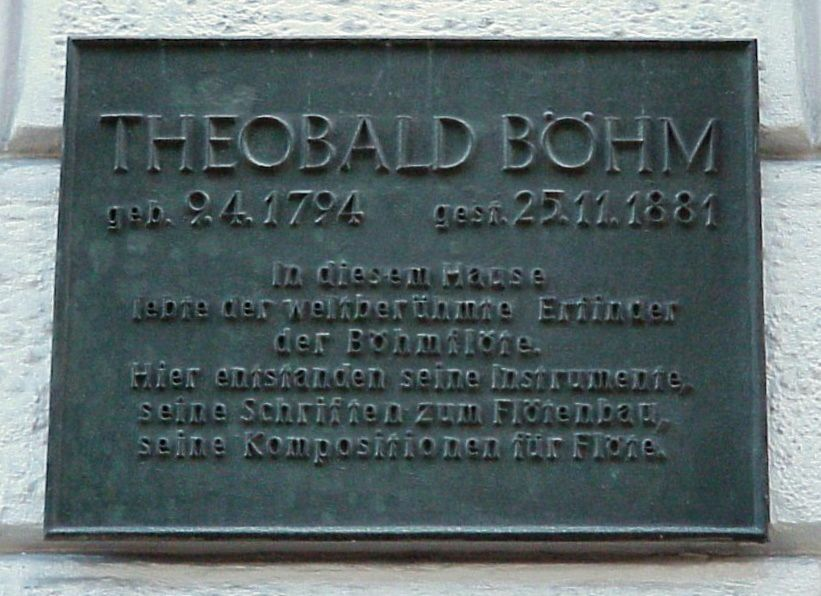
Altheimer Eck 15, Gedenktafel an Theobald Böhm
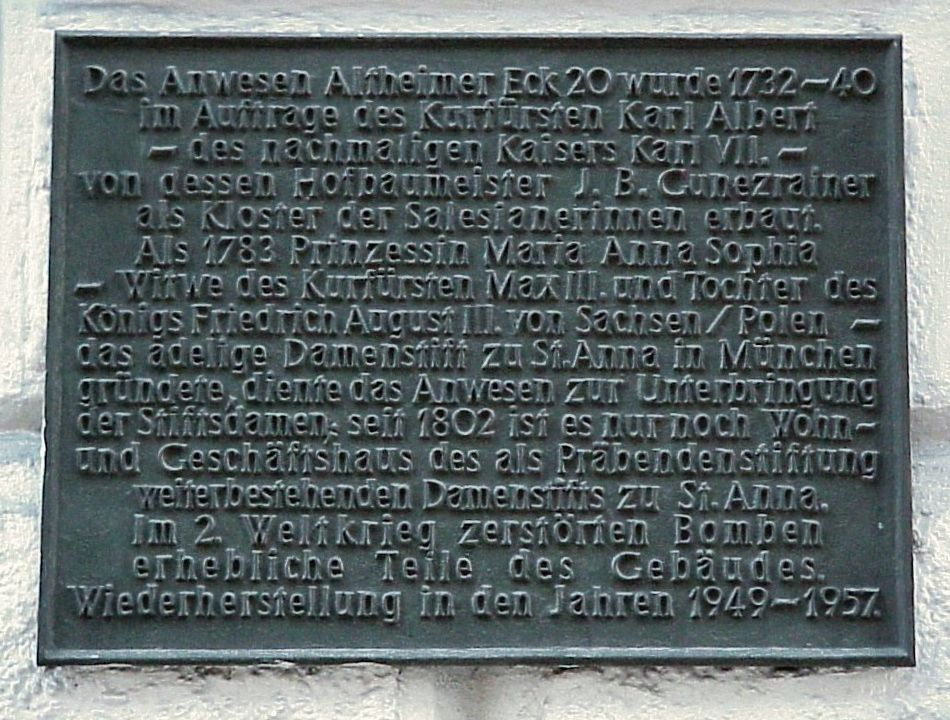
Altheimer Eck 15, Gedenktafel an Damenstift St. Anna der Salesianerinnen
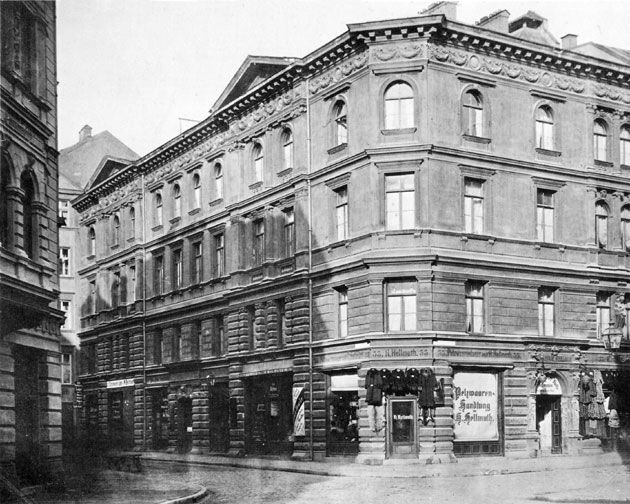
Hirschhaus am Altheimer Eck, etwa 1890